# A la mañana siguiente
A la mañana siguiente es una película estadounidense de 1986, dirigida por Sidney Lumet. Protagonizada por Jane Fonda, Jeff Bridges, Raúl Juliá, Kathy Bates, Diane Salinger, Geoffrey Scott. 
Candidata en 1987 al premio Óscar a la Mejor actriz principal (Jane Fonda).

## Argumento
Alex Sternbergen (Jane Fonda), una actriz alcohólica, se despierta con una fuerte resaca en un apartamento desconocido y descubre que a su lado yace el cadáver de un hombre. No recuerda nada y se asusta mucho, pensando que ella pueda tener algo que ver con la muerte de ese hombre. Después de borrar sus huellas, huye del lugar hacia el aeropuerto sin saber qué hacer; allí encuentra a la única persona que la puede ayudar, Turner Kendall (Jeff Bridges), un ex policía que se está recuperando de alcoholismo.

## Reparto
| Actor             | Personaje                                       | Descripción                      |
| ----------------- | ----------------------------------------------- | -------------------------------- |
| Jane Fonda        | Alexandra "Alex" Sternbergen / Viveca Van Loren |                                  |
| Jeff Bridges      | Turner Kendall                                  |                                  |
| Raúl Juliá        | Joaquin "Jackie" Manero                         | Esposo de Alex.                  |
| Diane Salinger    | Isabel Harding                                  | Nuevo amante de Jackie.          |
| Richard Foronjy   | Sgt. Herb Greenbaum                             |                                  |
| Bruce Vilanch     | Harry, el bartender                             |                                  |
| Geoffrey Scott    | Bobby Korshack                                  |                                  |
| James Haake       | Frankie                                         | Drag queen y amigo de Alex.      |
| Don Hood          | Sr. Hurley                                      | Abogado.                         |
| Corey Everson     | Señorita Olympia                                |                                  |
| Kathleen Wilhoite | Red                                             | Asistente de Jackie en su salón. |
| Kathy Bates       | Vecino de Korshack                              |                                  |
| Frances Bergen    | Sra. Harding                                    | Madre de Isabel.                 |

- Datos: Q1195881